# Ramal Coihue-Nacimiento
El ramal Coihue-Nacimiento es un ramal de ferrocarriles ubicado en la provincia de Biobío, que conecta las localidades de Coihue y Nacimiento. Está construido en trocha Normal - Ancha (1676 mm). Se inicia al costado noroeste de la Estación Coihue y terminaba originalmente algunos metros al noroeste de la estación terminal Nacimiento.

## Historia
Fue inaugurado el año 1909, con una longitud total de 7,8 kilómetros, formando parte de la Red Sur de los Ferrocarriles del Estado.
Fue parte importante de las comunicaciones desde y hacia la comuna de Nacimiento, permitiendo a sus habitantes conectarse con la vía férrea longitudinal en Coihue, y transbordar hacia destinos como Renaico, Angol, Concepción y Los Ángeles, entre otros.
Hacia 1964 se inaugura la planta de papel periódico INFORSA en Nacimiento, con lo que se construye un desvío aproximadamente a un kilómetro al este de la Estación Nacimiento con el objetivo de transportar madera y papel por vía férrea. Durante la década de 1990 se anexa al desvío un patio de maniobras frente a la nueva planta de Celulosa Santa Fe, también para cumplir funciones de carga entre la planta y los puertos de la costa.
El ramal fue cerrado para el uso del ferrocarril de pasajeros durante la década de 1980 producto de políticas de la Empresa de los Ferrocarriles del Estado. Actualmente solo es utilizado por la Celulosa Santa Fe por medio de trenes de carga de frecuencia constante operados por TRANSAP que abastecen de soda cáustica y transportan celulosa desde la planta.
Las antiguas vías y durmientes del tramo desde el desvío hasta la estación terminal de Nacimiento fueron levantados y robados tras el cierre de la estación. Años más tarde la estación fue quemada por vándalos. Actualmente se construyó una población sobre el antiguo recinto de la estación.